# 金ため英会話
『金ため英会話』（きんためえいかいわ）は、フジテレビが製作した英会話レッスンコンテンツおよびYoutubeチャンネルである。英語名は『Kintame English』。2017年4月21日配信開始し毎週金曜日に配信され、2021年11月26日に新作配信が終了した。

試験に出ない英単語の中山が構成し、芸人の永野が出演している。企画はフジテレビ国際局。

「金曜日のくだらないけどためになる英会話」をテーマに、テレビ局の内情や外国人のおもてなしなどを非日常的な会話で学習する。

## 出演者
- 永野 (2017/4/17 - 2021/11/26)
- ステファノ (2021/6/4 - 2021/11/19)
- ミッキー (2021/11/26)

## 内容

### ＃１から＃２０４まで
最初に日本語文1回、通常速度の英文が2回読み上げられる。

その後、スローの英文が1回、音声なしでテロップのみが1回繰り返され、Today's pointとして英単語(英熟語)が紹介される、2分弱の構成。

### ＃２０５から＃２３０まで
永野とステファノの掛け合いで始まり、日本語文と英文を読み上げた後、永野とステファノによる解説が行われる。

最後にToday's pointとして英単語(英熟語)を紹介する、2分強の構成。
＃２３０のみミッキーがステファノの代わりを務めた。

## 書籍
- 金ため英会話公式テキストブック『非実践版! うっかり使える英会話』 2018年 ISBN 9784865292909